# Dana Carvey
Dana Carvey, né le 2 juin 1955 à Missoula (Montana), est un acteur, scénariste et producteur américain.
Il est surtout connu pour son interprétation de Garth Algar dans Wayne's World, et Wayne's World 2.

## Biographie
Dana Carvey subit en 1997 une intervention chirurgicale à cœur ouvert pour une artère bouchée. Mais en raison d'une erreur médicale, pour laquelle il a poursuivi en justice les médecins et reçu 7,6 millions de dollars, il doit subir cinq opérations au total pour soigner son problème cardiaque, ce qui l'a contraint à interrompre sa carrière en 2002.
Il revient sur les écrans de télévision américaine en 2010, dans le court-métrage de 6 minutes Presidential Reunion. Le 5 février 2011, avec son compère Mike Myers, il ressuscite Wayne's World le temps d'un sketch remarqué du Saturday Night Live. Et dans Jack et Julie avec Adam Sandler.

## Filmographie

### Comme acteur
- 1981 : Halloween 2 : assistant WWAR
- 1982 : One of the Boys (en) (série télévisée) : Adam Shields
- 1984 : Tonnerre de feu (Blue Thunder) (série télévisée) : Clinton 'JAFO' Wonderlove
- 1984 : Spinal Tap, L'édition qui va jusqu'à 11 (This Is Spinal Tap) : Mime Waiter
- 1984 : Racing with the Moon : Baby Face
- 1986-1993 : Saturday Night Live (série télévisée) : rôles variés
- 1986 : Coup double (Tough Guys) de Jeff Kanew : Richie Evans
- 1988 : Moving (en) : Brad Williams
- 1989 : Cranium Command : Right Ventricle
- 1990 : Dans les pompes d'un autre (Opportunity Knocks) : Eddie Farrell / Jonathan Albertson
- 1992 : Wayne's World : Garth Algar
- 1993 : Wayne's World 2 : Garth Algar
- 1994 : Trou de Mémoire (Clean Slate) : Maurice L. Pogue
- 1994 : Aux bons soins du docteur Kellogg (The Road to Wellville) : George Kellogg
- 1994 : Descente à Paradise (Trapped in Paradise) : Alvin Firpo
- 1996 : The Shot : Dana Carvey (caméo)
- 1996 : The Dana Carvey Show (série télévisée) : présentateur / personnages divers
- 1998 : Voilà ! (Just Shoot Me) (série télévisée) : Milos
- 2000 : Little Nicky : Whitey, l'arbitre du match de basket
- 2002 : The Master of Disguise : Pistachio Disguisey
- 2010 : Presidential Reunion (court métrage de 6 min) : George H. W. Bush
- 2011 : Jack et Julie (Jack and Jill) : le marionnettiste

### Comme scénariste
- 1995 : Dana Carvey: Critics' Choice (TV)
- 1999 : Saturday Night Live: The Best of Dana Carvey (TV)
- 2002 : The Master of Disguise

### Comme producteur
- 1995 : Dana Carvey: Critics' Choice (TV)